# Kira (Vorname)
Kira, Keira oder Kiera ist ein weiblicher Vorname.

## Bekannte Namensträgerinnen
- Kira Alin (* 1981), deutsche Journalistin und Fernsehmoderatorin
- Kira Kirillowna Romanowa (1909–1967), frühere Großfürstin von Russland und Prinzessin von Preußen
- Kira von Preußen (1943–2004), Tochter Kira Kirillowna Romanowas
- Kira Biesenbach (* 1992), deutsche Leichtathletin
- Kiera Chaplin (* 1982), britisches Fotomodell und Schauspielerin
- Kira Claudi (* 1994), deutsche Skilangläuferin
- Kira Eickhoff (* 1988), deutsche Handballspielerin
- Kira Geiss (* 2002), Miss Germany 2023
- Kira Grünberg (* 1993), österreichische Politikerin und ehemalige Stabhochspringerin
- Kira Walentinowna Iwanowa (1963–2001), russische Eiskunstläuferin
- Kira Kattenbeck (* 1992), deutsche Badmintonspielerin
- Kira Kener (* 1974), US-amerikanische Stripperin, Fotomodell und Pornodarstellerin
- Keira Knightley (* 1985), britische Schauspielerin
- Kira Kosarin (* 1997), US-amerikanische Schauspielerin und Sängerin
- Kira Kubbe (* 1998), deutsche Kanutin
- Kira Misikowetz (* 1979), kanadische Eishockeyspielerin
- Keira Rathbone (* 1983), britische Typewriter-Art- und Performance-Künstlerin
- Kira Reed (* 1971), US-amerikanische Schauspielerin
- Kira Schnack (* 1994), deutsche Handballspielerin
- Kira Stein (* 1952), deutsche Maschinenbauingenieurin
- Kira Walkenhorst (* 1990), deutsche Volleyball- und Beachvolleyballspielerin
- Kira Weidle-Winkelmann (* 1996), deutsche Alpinskifahrerin

## Fiktive Personen
- Kira, die weibliche Protagonistin des Puppenfilms Der dunkle Kristall
- Kira Kolumna, Hauptcharakter der gleichnamigen Hörspielserie von Kiddinx
- Kira Yamato, eine Person aus dem Anime Gundam Seed
- Kira/Light Yagami, Hauptcharakter aus Death Note
- Kira Nerys, siehe Figuren im Star-Trek-Universum#Major Kira Nerys
- Kira Yukimura, Hauptcharakter aus Teen Wolf